# Långtjärnen (Haverö socken, Medelpad, 692919-145773)
Långtjärnen är en sjö i Ånge kommun i Medelpad och ingår i Ljungans huvudavrinningsområde. Sjön har en area på 0,173 kvadratkilometer och ligger 285,2 meter över havet.

## Delavrinningsområde
Långtjärnen ingår i det delavrinningsområde (693009-145943) som SMHI kallar för Mynnar i Länsterån. Medelhöjden är 407 meter över havet och ytan är 17,55 kvadratkilometer. Det finns inga avrinningsområden uppströms utan avrinningsområdet är högsta punkten. Flakabäcken som avvattnar avrinningsområdet har biflödesordning 3, vilket innebär att vattnet flödar genom totalt 3 vattendrag innan det når havet efter 169 kilometer. Avrinningsområdet består mestadels av skog (87 procent) och sankmarker (10 procent). Avrinningsområdet har 0,17 kvadratkilometer vattenytor vilket ger det en sjöprocent på 1 procent.